# Gla (Grècia)

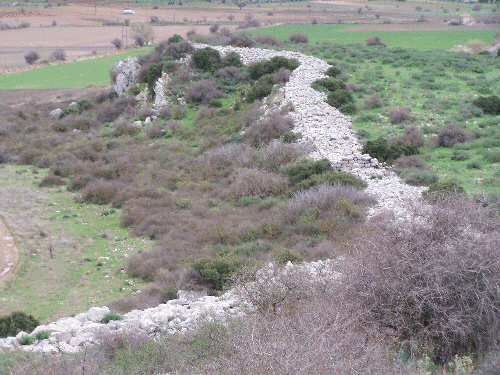
La part nord-oest de la fortificació a Gla vist des del "palau", que forma part de la plana Kopais visible en el fons.

Gla, o Glas (en grec Γλα o Γλας) va ser un important lloc fortificat de la civilització micènica, que es troba a Beòcia, a la Grècia continental.